# Antonio Eceiza
Antonio Eceiza est un scénariste, réalisateur et producteur espagnol né le 14 septembre 1935 à Saint-Sébastien (Espagne) et mort le 15 novembre 2011.

## Filmographie

### Comme scénariste
- 1960 : A través de San Sebastián
- 1962 : A través del fútbol
- 1965 : Les Cent Cavaliers (I cento cavalieri)
- 1967 : Último encuentro
- 1967 : El próximo otoño
- 1967 : De cuerpo presente
- 1970 : Las secretas intenciones
- 1977 : Mina, viento de libertad (es)
- 1978 : El complot mongol
- 1990 : Ke arteko egunak
- 1995 : Felicidades Tovarich

### Comme réalisateur
- 1960 : Día de paro
- 1960 : A través de San Sebastián
- 1962 : A través del fútbol
- 1967 : Último encuentro
- 1967 : El próximo otoño
- 1967 : De cuerpo presente
- 1970 : Las secretas intenciones
- 1977 : Mina, viento de libertad
- 1978 : El complot mongol
- 1990 : Ke arteko egunak
- 1995 : Felicidades Tovarich

### Comme producteur
- 1962 : Noche de verano
- 1979 : Ikuska-3
- 1980 : Ikuska 8